# Nikon D100
Pour les articles homonymes, voir D100.
Aucun D200
Le Nikon D100 est un appareil photographique reflex numérique semi-professionnel fabriqué par Nikon. C'est le premier reflex numérique de la marque à bénéficier d'une diffusion relativement étendue grâce à un prix plus abordable que les modèles strictement professionnels comme le D1. Il sera remplacé par le D200, qui sera lui-même remplacé par le D300.

## Galerie

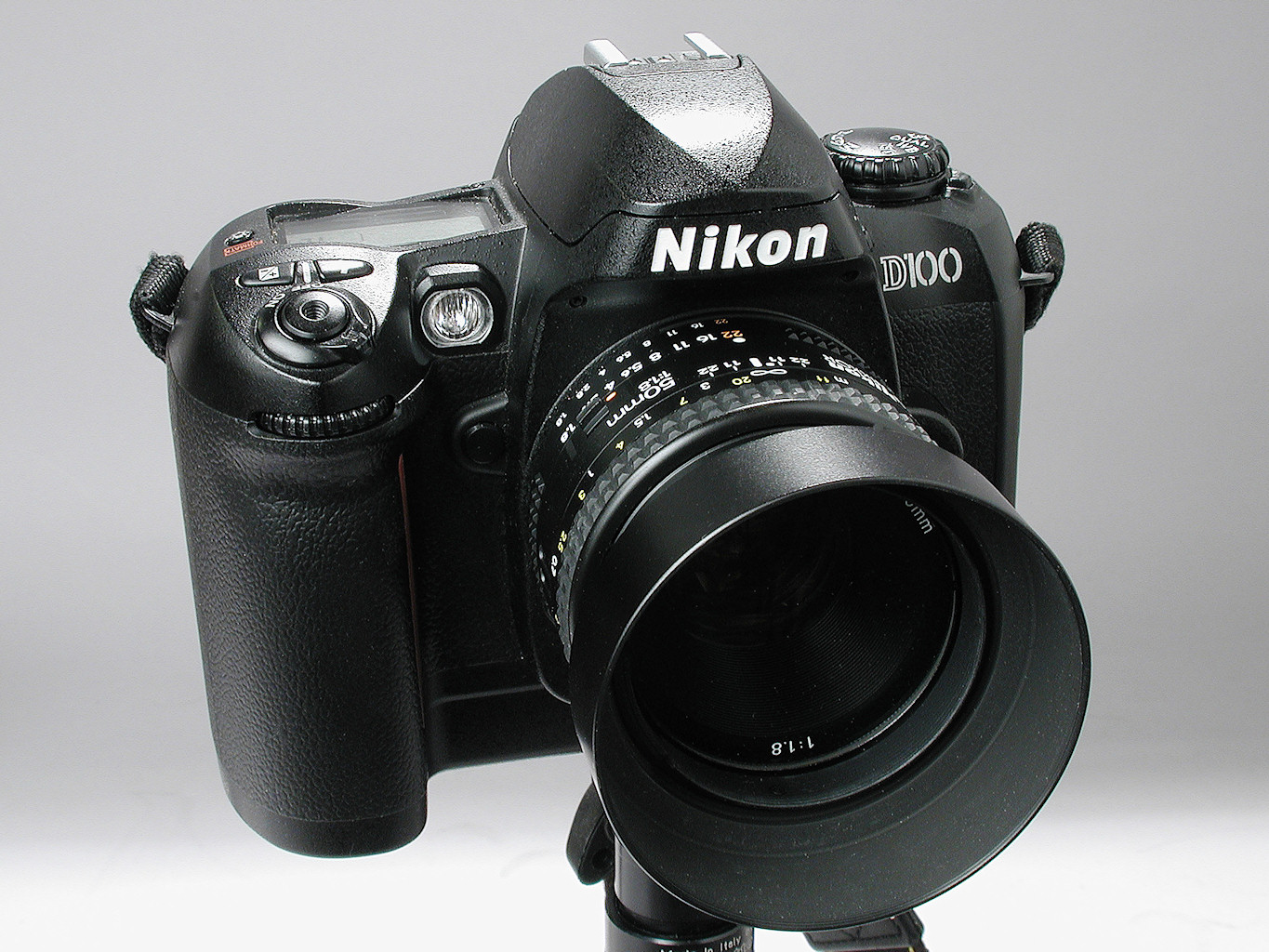
Nikon D100 avec un objectif Nikkor 1,8/50 mm.
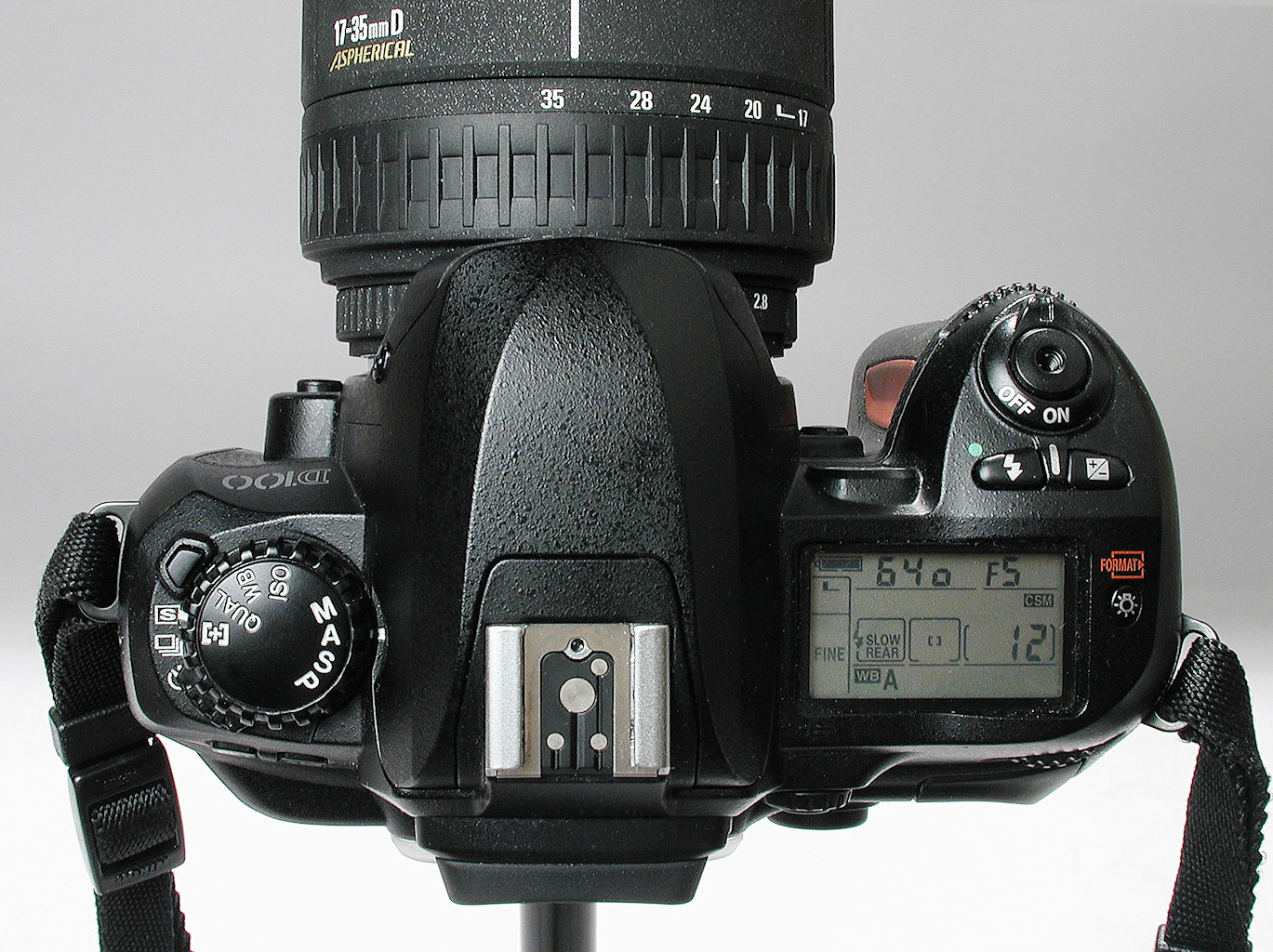
Face supérieure.
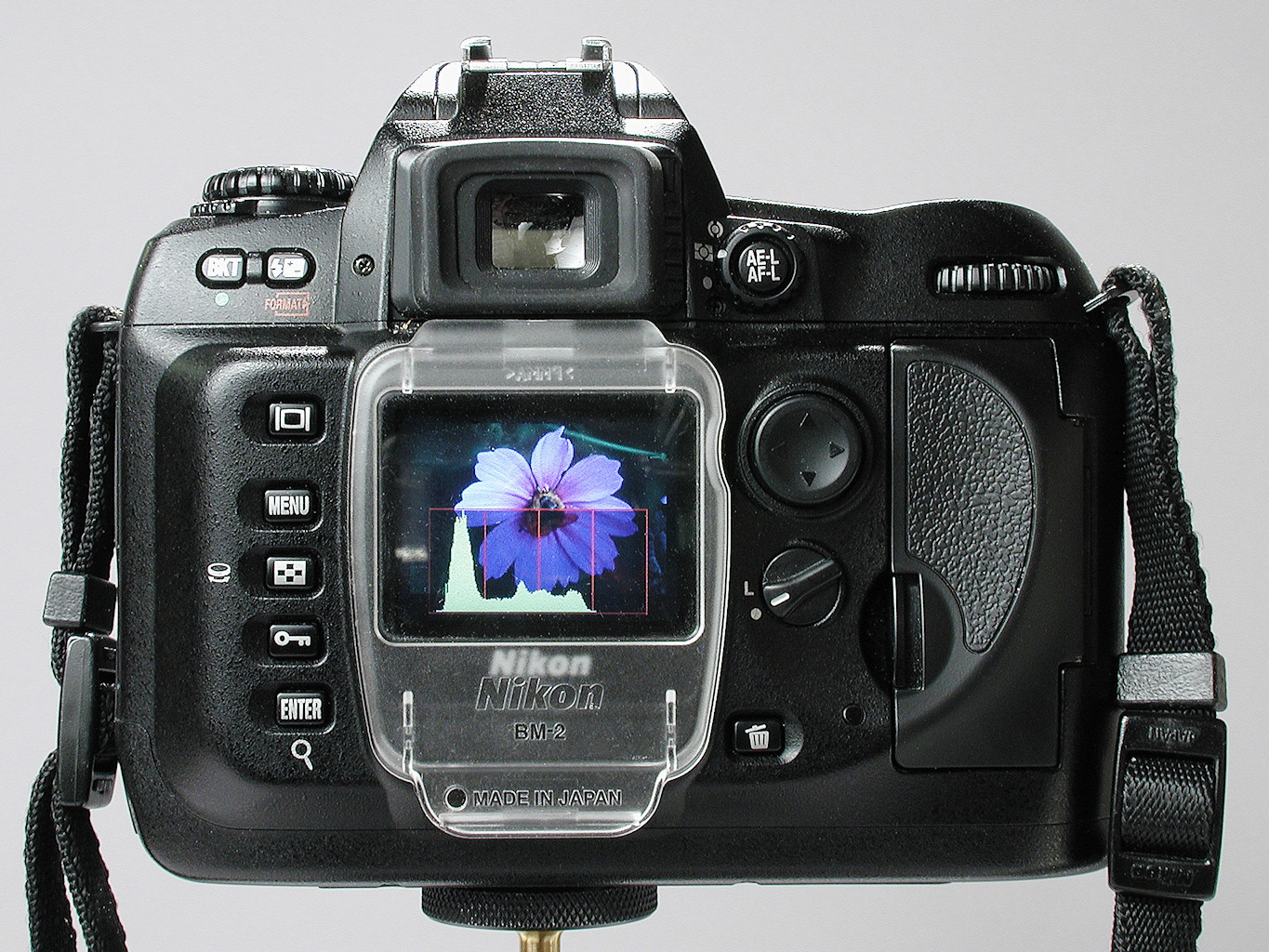
Face arrière.